# Sivas (province)
Pour les articles homonymes, voir Sivas (homonymie).
La province de Sivas est une des 81 provinces (en turc : il, au singulier, et iller au pluriel) de la Turquie.
Sa préfecture (en turc : valiliği) se trouve dans la ville éponyme de Sivas.

## Géographie
Sa superficie est de 28 448 km2.

## Population
Au recensement de 2000, la province était peuplée d'environ 755 091 habitants, soit une densité de population d'environ 26 hab./km2.
| 2000    | 2001    | 2002    | 2003    | 2004    | 2005    | 2006    | 2007    | 2008    |
| ------- | ------- | ------- | ------- | ------- | ------- | ------- | ------- | ------- |
| 651 825 | 650 946 | 649 078 | 646 845 | 644 709 | 642 614 | 640 442 | 638 464 | 631 112 |

| 2009    | 2010    | 2011    | 2012    | 2013    | 2014    | 2015    | 2016    | 2017    |
| ------- | ------- | ------- | ------- | ------- | ------- | ------- | ------- | ------- |
| 633 347 | 642 224 | 627 056 | 623 535 | 623 824 | 623 116 | 618 617 | 621 224 | 621 301 |

| 2018    | 2019    | 2020    | 2021    | 2022    | 2023    | - | - | - |
| ------- | ------- | ------- | ------- | ------- | ------- | - | - | - |
| 646 608 | 638 956 | 635 889 | 636 121 | 634 924 | 650 401 | - | - | - |

## Administration
La province est administrée par un préfet (en turc : vali). Il se nomme actuellement Ali Kolat.

## Subdivisions
La province est divisée en 17 districts (en turc : ilçe, au singulier).